# Dick Drago
Dick Drago (Toledo, Ohio; 25 de junio de 1945 – Florida; 2 de noviembre de 2023) fue un beisbolista estadounidense que jugó trece temporadas en la MLB con cinco equipos en la posición de pitcher, principalmente de relevo.

## Carrera
Originalmente firma con los Detroit Tigers en 1964 donde no pasó de estar en las ligas menores, pero en el draft de expansión de la MLB es seleccionado por los Kansas City Royals en 1968, donde tuvo su mejor temporada en 1969 en la que terminó con marca de 17-11, efectividad de 2.98 y terminó en quinto lugar en el Premio Cy Young, temporada en la cual era el mejor lanzador abridor del equipo. Sus números bajaron y al final de la temporada de 1973 es cambiado a los Boston Red Sox por Marty Pattin.
Drago también jugó con los California Angels y los Baltimore Orioles en las siguientes dos temporadas. Fue adquirido por los Orioles desde los Angels por Dyar Miller el 13 de junio de 1977. Pasaría a ser agente libre tras una temporada con los Orioles. Regresa a los Boston Red Sox luego de firmar contrato el 21 de noviembre de 1977. En sus últimas tres temporadas con los Red Sox registró 13 salvamentos con un récord de 10–6 en 1979. Termina su carrera profesional con los Seattle Mariners en 1981.
El 20 de julio de 1976 Drago es el que recibe el cuadrangular 755 de Hank Aaron, el cual sería el récord individual de cuadrangualres en la MLB. En su carrera de 13 temporadas, Drago tuvo un récord de 108–117 con 3.62 ERA y 58 juegos salvados en 519 partidos (189 como lanzador abridor).